# Марш смерті

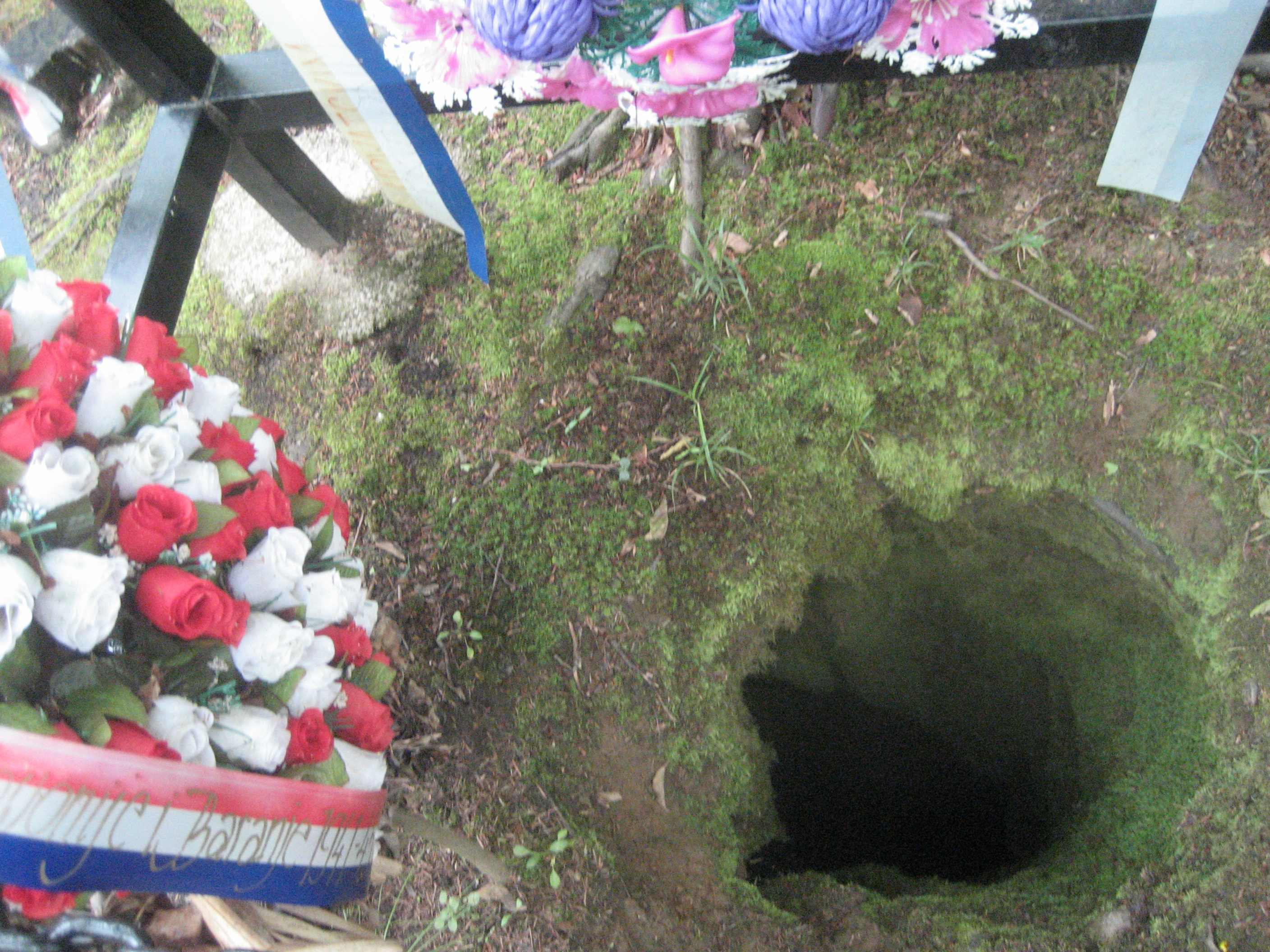
Одне з численних місць масових страт на маршах смерті — Язовка біля Самобора.

Марш смерті (англ. death march) — форма колективного повільного винищення. Означає примусовий марш полонених, в'язнів або інших груп людей на дуже великі відстані і протягом надзвичайно тривалих проміжків часу за вкрай обмеженого запасу їжі та води або зовсім без них, у результаті чого велика кількість людей помирає перш за все від виснаження або зневоднення.
Тих, які відмовлялися йти далі або зупинялися від утоми чи через непритомність, здебільшого знищували або піддавали катуванням.
Однією з головних цілей була загибель бранців. Високу смертність могла спричинити байдужість охорони і нестача продовольства чи одягу або відсутність притулку в суворих погодних умовах, чи також цілеспрямоване насильство щодо ув'язнених.
Марші смерті означають і процес, який режим — зазвичай, уряд чи окупаційні сили — чинять проти представників певної нації, групи або підгрупи на підставі їхньої національності, релігії, мови або культури.
Марші смерті загалом являють собою воєнні злочини, засіб етнічних чисток або геноциду.

## Приклади
- Геноцид вірмен
- Геноцид черкеського народу
- Голокост
- Геноцид ассирійців
- Депортація кримських татар
- Дорога сліз
- Марш Смерті з Батаану
- Марш смерті каролінерів
- Хресна дорога 1945